# Rhexia nuttallii
Rhexia nuttallii är en tvåhjärtbladig växtart som beskrevs av C.W.James. Rhexia nuttallii ingår i släktet Rhexia och familjen Melastomataceae. Inga underarter finns listade i Catalogue of Life.